# Carthage (Indiana)
Pour les articles homonymes, voir Carthage (homonymie).
Carthage est une municipalité américaine située dans le comté de Rush en Indiana. Lors du recensement de 2010, sa population est de 927 habitants. 

## Géographie
Carthage se trouve au centre du township de Ripley (en), sur les rives de la Big Blue River (en). La municipalité s'étend sur 0,58 mille carré (1,5 km2).

## Histoire
Les premiers colons européens de la région sont des Quakers, notamment originaires de Carthage (Caroline du Nord). La ville est fondée en 1834 par John Clark et Henry Henley, ce dernier sera le premier receveur des postes du bourg.
La bibliothèque publique Henry Henley est inscrite au Registre national des lieux historiques. Elle est ouverte en 1902, en grande partie grâce aux donations de la famille Henley.

## Démographie
Selon l'American Community Survey de 2018, tous les habitants de Carthage sont blancs et parlent l'anglais à la maison. La ville est relativement pauvre, avec un revenu médian par foyer de 33 125 dollars, bien inférieur à celui de l'Indiana (54 325 dollars) et des États-Unis (60 293 dollars). Son taux de pauvreté est de 27 % contre 13,1 % dans l'État et 11,8 % dans le pays,.